# Pratylenchus crenatus
Pratylenchus crenatus är en rundmaskart. Pratylenchus crenatus ingår i släktet Pratylenchus, och familjen Pratylenchidae. Arten är reproducerande i Sverige.